# Гиндикин, Семён Григорьевич
Семён Григорьевич Гиндикин (англ. Simon Gindikin; род. 12 июля 1937, Москва) — советский и американский математик, педагог, популяризатор математики.
Лауреат Государственной премии Российской Федерации в области науки и техники (совместно с И. М. Гельфандом и М. И. Граевым, 1998) за книгу «Избранные задачи интегральной геометрии».

## Биография
Родился в семье инженера Григория Абрамовича Гиндикина (1905—1959), уроженца Бердичева (из семьи хозяина крупного мукомольного предприятия Аврума Янкелевича Гиндикина). Мать происходила из Могилёва.
После окончания средней школы с золотой медалью, не был принят на механико-математический факультет МГУ (1955) и поступил на дефектологический факультет в Московский государственный педагогический институт (в 1955 году перевёлся на физико-математический факультет). В 1959 году был принят в аспирантуру там же. Кандидатскую диссертацию защитил под руководством И. И. Пятецкого-Шапиро (1962) и был оставлен преподавать в институте.
Преподавал в МГУ, был научным сотрудником в Институте прикладной математики имени М. В. Келдыша. В 1962 году, совместно с Ф. И. Карпелевичем, вычислил c-функцию как произведение B-функций, получив таким образом выражение для плотности в формуле Планшереля формула Гиндикина-Карпелевича (англ.).
С 1990 года — в США, профессор Ратгерского университета в штате Нью-Джерси.

## Семья
Двоюродный брат — психиатр и психопатолог, доктор медицинских наук В. Я. Гиндикин (1932—2015).

## Монографии и учебники
- Алгебра логики в задачах. М.: Наука, 1972.
- Интегральная геометрия в аффинном и проективном пространствах (с И. М. Гельфандом и М. И. Граевым). М.: ВИНИТИ, 1980. — Т. 16. — С. 53-226 — (Итоги науки и техники. Серия «Современные проблемы математики»).
- Преобразование Пенроуза и комплексная интегральная геометрия (с Г. М. Хенкиным). М.: ВИНИТИ, 1981. — Т. 17. — С. 57-111 — (Итоги науки и техники. Серия «Современные проблемы математики»).
- Рассказы о физиках и математиках. М., 1981, 1994, 2001, 2006, 2013, 2018 (6-е изд.).
- Tales of Mathematicians and Physicists. Springer, 1990 и 2006; Tales of Physicists and Mathematicians. Birkhäuser, 2013.
- Математические проблемы томографии / ред.: И. М. Гельфанд, С. Г. Гиндикин. М., 1990.
- Обобщённые функции и уравнения в свёртках. М., 1994.
- Избранные задачи интегральной геометрии (с И. М. Гельфандом и М. И. Граевым). М., 1998, 2000 (Государственная премия Российской Федерации).
- Смешанная задача для дифференциальных уравнений в частных производных с квазиоднородной старшей частью (с Л. Р. Волевичем). М., 1999.
- Метод многогранника Ньютона в теории дифференциальных уравнений в частных производных (с Л. Р. Волевичем). М., 2002.

## Также
- Gindikin-Karpelevich formula (1962)